# Thaumatomyrmex
Thaumatomyrmex là một chi kiến, có các loài sau:
- Thaumatomyrmex atrox Weber, 1939
- Thaumatomyrmex bariay Fontenla, 1995
- Thaumatomyrmex cochlearis Creighton, 1928
- Thaumatomyrmex contumax Kempf, 1975
- Thaumatomyrmex ferox Mann, 1922
- Thaumatomyrmex mandibularis Urbani & de Andrade, 2003
- Thaumatomyrmex mutilatus Mayr, 1887
- Thaumatomyrmex nageli Urbani & de Andrade, 2003
- Thaumatomyrmex soesilae Makhan, 2007